# Субатомни частици
Субатомна частица е елементарна или съставна частица, по-малка от атома. Субатомните частици са предмет на изучаване от атомната и ядрена физика, както и от физиката на елементарните частици. Те включват електрони, протони и неутрони, които са съставни частици – съставени са от кварки. Кварките са слепени заедно с помощта на глуони.
Повечето от тези частици се намират в космическите лъчи и се проявяват при взаимодействие с материята и се наблюдават при процеси на разсейване в ускорителите на частици.
През 2008 година е пуснат в експлоатация големият адронен ускорител в ЦЕРН, който ще спомогне за пълното разбиране на стандартния модел. Изучаването на субатомните частици води и до развитието на философията на науката.